# Eizō Kenmotsu
Eizō Kenmotsu (jap. 監物永三 Kenmotsu Eizō; ur. 13 lutego 1948 r. w prefekturze Okayama) – japoński gimnastyk. Wielokrotny medalista olimpijski i mistrzostw świata.
Wystąpił w trzech igrzyskach olimpijskich. Zadebiutował w Meksyku w 1968 roku. Zdobył tam złoty medal w zawodach drużynowych oraz brązowy w ćwiczeniach na drążku. Na kolejnych igrzyskach w Monachium do dorobku medalowego dorzucił złoto w rywalizacji drużyn, srebro w wieloboju indywidualnym oraz dwukrotnie brąz w ćwiczeniach na koniu z łękami i poręczach. Ostatni raz wystąpił w Montrealu w 1976 roku, gdzie wywalczył trzy ostatnie medale letnich igrzysk olimpijskich. Ponownie okazał się wraz ze swoimi kolegami w zawodach drużynowych, dorzucając jeszcze dwa srebrne medale w ćwiczeniach na koniu z łękami i drążku. Łącznie w swoim dorobku ma dziewięć medali olimpijskich (po trzy złote, srebrne i brązowe).
Pierwsze sukcesy na mistrzostwach świata osiągnął w 1970 roku w Lublanie, zdobywając sześć medali. Wygrał wielobój indywidualny, ćwiczenia na drążku oraz w zawodach drużynowych. Zajął również trzykrotnie drugie miejsce w ćwiczeniach wolnych, na koniu z łękami i na poręczach. Cztery lata później w Warnie zdobył złoty medal w ćwiczeniach na poręczach i w rywalizacji drużynowej. Brązowym medalem mógł pochwalić się w ćwiczeniu na koniu z łękami, drążku i w wieloboju indywidualnym. W 1978 roku w Strasburgu dopisał do swojego dorobku złoto w ćwiczeniach na poręczach i zawodach drużynowych. W wieloboju indywidualnym zdobył srebro. Na zakończenie swoich sukcesów w 1979 roku w Fort Worth zajął drugie miejsce razem z drużyną, zdobywając tym samym ostatni medal na mistrzostwach świata. Podczas swojej kariery zdobył razem piętnaście medali (siedem złotych, pięć srebrnych oraz trzy brązowe).
W 2006 został uhonorowany miejscem w Hall of Fame Gimnastyki. Pracował jako trener.

## Starty olimpijskie
| Igrzyska                         | Miasto    | Konkurencja                 | Wynik   | Pozycja |
| -------------------------------- | --------- | --------------------------- | ------- | ------- |
| Letnie Igrzyska Olimpijskie 1968 | Meksyk    | Ćwiczenia na drążku         | 19,375  |         |
| Letnie Igrzyska Olimpijskie 1968 | Meksyk    | Konkurs drużynowy           | 575,90  |         |
| Letnie Igrzyska Olimpijskie 1972 | Monachium | Wielobój indywidualny       | 114,575 |         |
| Letnie Igrzyska Olimpijskie 1972 | Monachium | Ćwiczenia na koniu z łękami | 18,950  |         |
| Letnie Igrzyska Olimpijskie 1972 | Monachium | Ćwiczenia na poręczach      | 19,250  |         |
| Letnie Igrzyska Olimpijskie 1972 | Monachium | Konkurs drużynowy           | 571,25  |         |
| Letnie Igrzyska Olimpijskie 1976 | Montreal  | Ćwiczenia na koniu z łękami | 19,575  |         |
| Letnie Igrzyska Olimpijskie 1976 | Montreal  | Ćwiczenia na drążku         | 19,500  |         |
| Letnie Igrzyska Olimpijskie 1976 | Montreal  | Konkurs drużynowy           | 576,85  |         |